# Palacio de Hielo (arena)
El Palacio de Hielo (en ruso: Ледовый Дворец) es una arena multiusos localizada en la ciudad de San Petersburgo, Rusia. Fue construido para el Campeonato Mundial de Hockey sobre Hielo Masculino de 2000, y fue inaugurado en 1999. Tiene un aforo de 12,300 espectadores.
El Palacio de Hielo es usado principalmente por el hockey sobre hielo, y es casa del SKA San Petersburgo, el equipo local de este deporte. Sin embargo, también es usado para albergar conciertos, exposiciones, convenciones y eventos de patinaje sobre hielo. 
Esta arena también ha sido sede de la Copa de Campeones de Europa de Hockey sobre Hielo.
- Datos: Q1320509
- Multimedia: Ice Palace (Saint Petersburg) / Q1320509